# Paracamptus reggiae
Paracamptus reggiae är en kräftdjursart som beskrevs av M. S. Wilson 1958. Paracamptus reggiae ingår i släktet Paracamptus och familjen Canthocamptidae. Inga underarter finns listade i Catalogue of Life.